# Нінкув
Нінкув (пол. Ninków) — село в Польщі, у гміні Борковиці Пшисуського повіту Мазовецького воєводства.
Населення — 607 осіб (2011).
У 1975-1998 роках село належало до Радомського воєводства.

## Демографія
Демографічна структура станом на 31 березня 2011 року:
|          | Загалом | Допрацездатний вік | Працездатний вік | Постпрацездатний вік |
| -------- | ------- | ------------------ | ---------------- | -------------------- |
| Чоловіки | 284     | 57                 | 196              | 31                   |
| Жінки    | 323     | 71                 | 186              | 66                   |
| Разом    | 607     | 128                | 382              | 97                   |